# أمستردام الأزرق والأبيض
أمستردام الأزرق والأبيض (بالهولندية: FC Blauw-Wit Amsterdam)‏ هو نادي كرة قدم من هولندا تأسس في 10 مايو 1902، ويلعب في Eerste Klasse ‏.